# ボシュコ・ヴクサノヴィッチ
ボシュコ・ヴクサノヴィッチ(Boško Vuksanović、1928年1月4日 - 2011年4月4日）は、ユーゴスラビアの水球選手。ユーゴスラビア王国コトル(現在のモンテネグロ)出身。
1952年ヘルシンキオリンピックにユーゴスラビア代表として出場し、銀メダルを獲得した。
2011年、死去。